# Ultimate Endgame
Ultimate Endgame (Wicked Blood) est un film d'action américain réalisé par Mark Young, sorti en 2014.

## Distribution
- Abigail Breslin : Hannah Lee
- Alexa PenaVega (V. F. : Sandra Parra) : Amber
- Sean Bean : oncle Frank Stinson
- James Purefoy (V. F. : Benoît DuPac) : Wild Bill
- Jake Busey : Bobby Stinson
- Lew Temple : Donny
- Ritchie Montgomery : Hank
- Robert 'Ross' Anderson : Wyatt
- Tim Ross : Mighty Glue Spokesman
- Casey Hendershot : Lukas
- Jody Quigley : Jackson
- Dodie Brown : l'infirmière
- Ricky Wayne : l'agent FBI

Source et légende : Version française (V. F.) sur RS Doublage